# Aḩmad Mardeh
Aḩmad Mardeh (persiska: احمد مرده) är en ort i Iran.   Den ligger i provinsen Kurdistan, i den nordvästra delen av landet, 400 km väster om huvudstaden Teheran. Aḩmad Mardeh ligger 1 906 meter över havet och antalet invånare är 138.
Terrängen runt Aḩmad Mardeh är huvudsakligen kuperad, men österut är den platt. Terrängen runt Aḩmad Mardeh sluttar västerut.Runt Aḩmad Mardeh är det ganska glesbefolkat, med 38 invånare per kvadratkilometer. Närmaste större samhälle är Tīlkū, 3,4 km öster om Aḩmad Mardeh. Trakten runt Aḩmad Mardeh består i huvudsak av gräsmarker.